# 秋月種殷
秋月 種殷（あきづき たねとみ）は、幕末期の大名。日向国高鍋藩第10代（最後）の藩主。第9代藩主・秋月種任の長男（次男の説もある）。

## 略伝
天保14年（1843年）8月21日、種任から家督を譲られて当主となる。治世は30年に及び、教育の振興に尽力した。
文久元年11月1日（1861年12月2日）に弟の種事を高鍋藩家老上席とする。また、文久3年6月26日（1863年）に弟の種樹を嗣子とした。
明治2年（1869年）の版籍奉還後は高鍋藩知事となり、明治4年（1871年）に廃藩置県が行われて高鍋藩は終焉を迎え、美々津県に合併される。男子がなかったため、弟で養嗣子の種樹が家督を継いだ。明治7年（1874年）、58歳で没した。
大正4年（1915年）、従四位を追贈された。

## 系譜
父母
- 秋月種任（父）
- 雅子 ー 脇坂安董の娘（母）

正室、継室
- 雍 ー 上杉斉定の娘（正室）
- 雪子 ー 黒田長韶の娘（継室）

黒田家（秋月藩）は6代藩主秋月種美の正室・春姫の実家、上杉家（米沢藩）は種美と春姫の次男・治憲の養子先（雍は治憲の曾孫にあたる）、と秋月家とは縁深い家の出身であった。
子女
- 𨫍子 ー 黒田長徳室

養子
- 秋月種樹 ー 実弟